# Blaustirn-Blattvogel
Der Blaustirn-Blattvogel (Chloropsis venusta) ist eine Vogelart aus der Familie der Blattvögel (Chloropseidae).
Der Vogel ist endemisch auf der indonesischen Insel Sumatra. Er ist der kleinste Vertreter der Blattvögel und kommt im Hochland von Aceh südlich entlang des Barisangebirges bis Lampung vor.
Das Verbreitungsgebiet umfasst Wipfel von Tiefwald bis Bergwald.

## Merkmale
Der Vogel ist 14 cm groß. Das Männchen hat eine blaue Maske bis zum Scheitel und zur Kehle, Ohrdecken und Zügel sind aquamarin-blau, der große Brustfleck ist orange. Iris und Schnabel sind dunkel. Die Oberseite ist grasgrün, die Unterseite gelbgrün, der leicht gegabelte Schwanz bläulich mit grauer Unterseite. Das Weibchen ist blasser blau, eher türkis, ohne Kehlfleck.
Die Art ist monotypisch.

## Stimme
Der Ruf ist nicht dokumentiert.

## Lebensweise
Die Nahrung besteht aus Früchten, Insekten und Eiern von Gliederfüßern.
Die Brutzeit ist nicht bekannt.

## Gefährdungssituation
Der Bestand gilt als potentiell gefährdet (near threatened) aufgrund von Habitatverlust.